# Mariam Schengelia

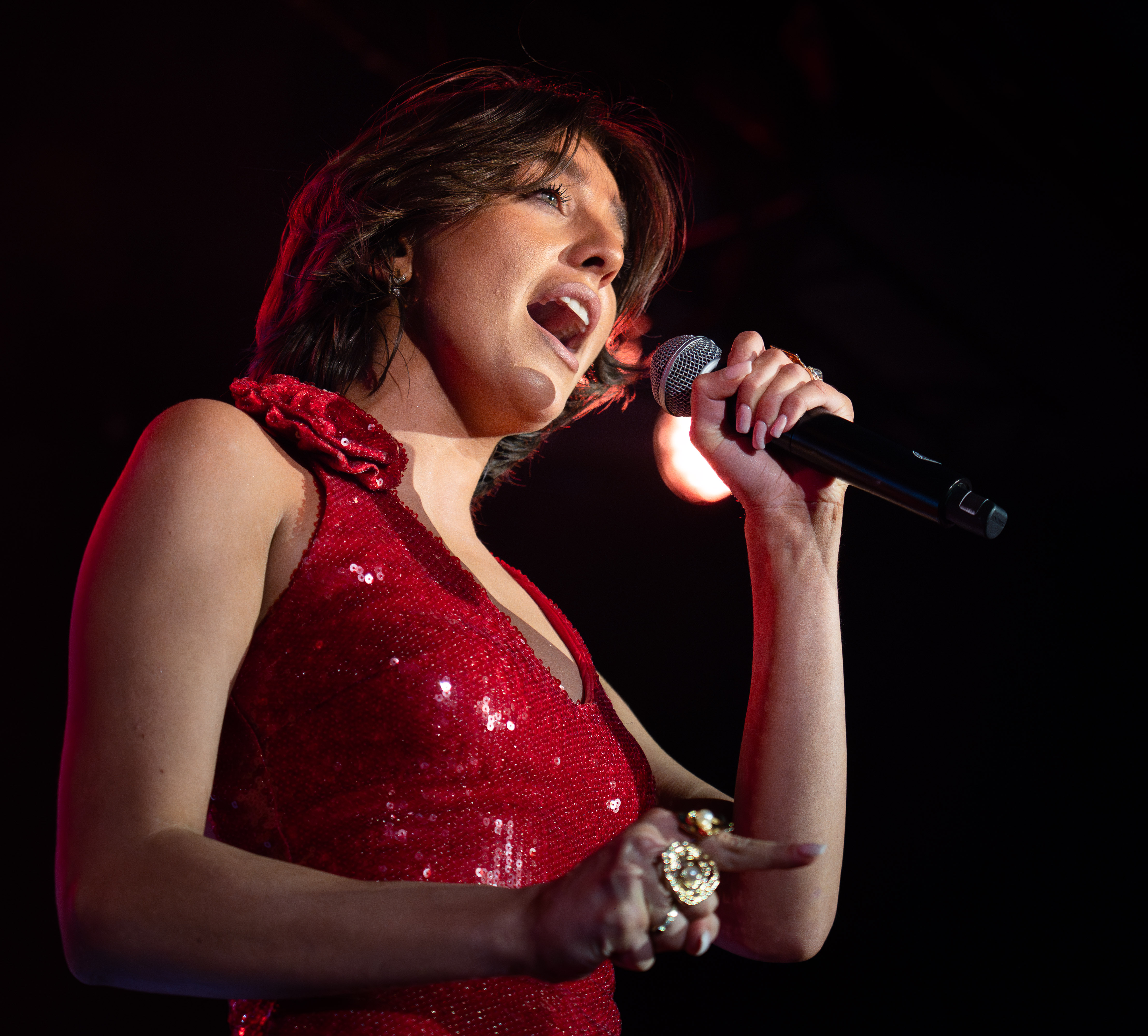
Mariam Schengelia, 2025

Mariam Schengelia (georgisch მარიამ შენგელია; * 14. Mai 2002 in Mingrelien) ist eine georgische Sängerin. Sie vertrat Georgien beim Eurovision Song Contest 2025 in Basel mit dem Lied Freedom.

## Leben und Karriere
Mariam Schengelia stammt aus einem kleinen Dorf in Mingrelien.
2018 nahm sie an der georgischen Version von The X Factor teil und schaffte es bis ins Halbfinale. Im darauffolgenden Jahr nahm sie an Georgian Idol 2020, dem georgischen Vorentscheid für den Eurovision Song Contest 2020 teil und belegte den sechsten Platz beim Sieg von Tornike Kipiani. Gemeinsam mit diesem sollte sie 2020 als Backgroundsängerin am ESC teilnehmen, dieser wurde jedoch aufgrund der COVID-19-Pandemie abgesagt. 2021 war Schengelia Teilnehmerin bei The Voice of Georgia, wo sie erneut das Halbfinale erreichte. 2024 nahm sie an der georgischen Version von Dancing with the Stars teil, wo sie das Finale erreichte.
Neben ihrer Solokarriere ist Schengelia auch Mitglied der Band Mix2ura.
Am 14. März 2025 wurde bekanntgegeben, dass Schengelia Georgien beim Eurovision Song Contest 2025 vertreten soll. Mit ihrem Lied Freedom trat sie im zweiten Halbfinale am 15. Mai 2025 an, schied dort aber aus.

## Diskografie

### Singles
- 2025: Freedom